# Jean-Bernard Schmidt
Jean-Bernard Schmidt (né le 1971 à Saint-Mandé) est un journaliste, auteur et producteur français, spécialiste des évolutions du numérique et de l’information, ainsi que de leur impact sur la démocratie,. 
Il est cofondateur et directeur général de la plateforme de documentaire française Spicee depuis 2015. Il est enseignant et conseiller pédagogique à l'École de journalisme de Sciences Po depuis 2013. En février 2022, il est nommé directeur général de l'École W (Université Paris-Panthéon-Assas) et du pôle alternance du CFPJ (Abilways). Le 1er avril 2022, il devient directeur adjoint du CFJ et remplace David J. Strauss.  

## Biographie
Jean-Bernard Schmidt est né en 1971. Diplômé de l'Institut d'études politiques de Bordeaux en 1993, Jean-Bernard Schmidt entre au Centre de formation des journalistes, dont il sort diplômé en 1995. Jean-Bernard Schmidt commence sa carrière en télévision en tant que reporter à la rédaction nationale de France 2 en 1995, puis il devient grand reporter pour le magazine d'investigation Complément d'enquête. En 2004, il en devient rédacteur en chef adjoint. Il est recruté par M6 pour devenir rédacteur en chef adjoint du magazine 66 minutes en 2006, puis il devient rédacteur en chef de l'émission d'information sur l'économie et la consommation Capital. 
En 2013, il est nommé directeur de la rédaction des magazines d'information du Groupe M6, sous la direction de Vincent Régnier. La même année, il commence à enseigner à l'École de journalisme de Sciences Po. Fin 2014, il crée la plateforme de documentaire française indépendante Spicee avec Bruno Vanryb et Antoine Robin,,. Dès 2018, il enseigne au collège universitaire de Sciences Po.
En janvier 2022, il est nommé directeur général de l'École W (Université Panthéon-Assas) et directeur adjoint du Centre de formation des journalistes (CFJ), en remplacement de la journaliste Julie Joly, qui devient directrice générale de l'hebdomadaire L'Obs. Il prend ses fonctions à partir du 1er avril 2022. Il sera en binôme avec Stéphanie Lebrun, nommée directrice du Centre de formation des journalistes et directrice des études de l'École W,. Le mois suivant, il publie avec le journaliste et auteur Thomas Huchon Anti fake news : Le livre indispensable pour démêler le vrai du faux aux éditions First,,.

## Productions

### La nouvelle fabrique de l'opinion
Pour Spicee, il produit le documentaire La nouvelle fabrique de l'opinion, réalisé par Thomas Huchon, où celui-ci rassemble six étudiants de l'école de journalisme de Sciences Po à qui il attribue une fausse identité numérique sur Facebook, quelques mois avant les élections européennes de 2019. Par le biais des mécanismes du réseau social, ils se construisent une nouvelle identité et étudient l'impact politique de Facebook sur le choix des électeurs. Le film documentaire a également fait l'objet d'une déclinaison écrite dans un numéro spécial de l'hebdomadaire Le 1 en date du 5 juin 2019,,.

## Publication
- Jean-Bernard Schmidt et Thomas Huchon, Anti fake news : Le livre indispensable pour démêler le vrai du faux, First, 2022.